# Palácio el Badi

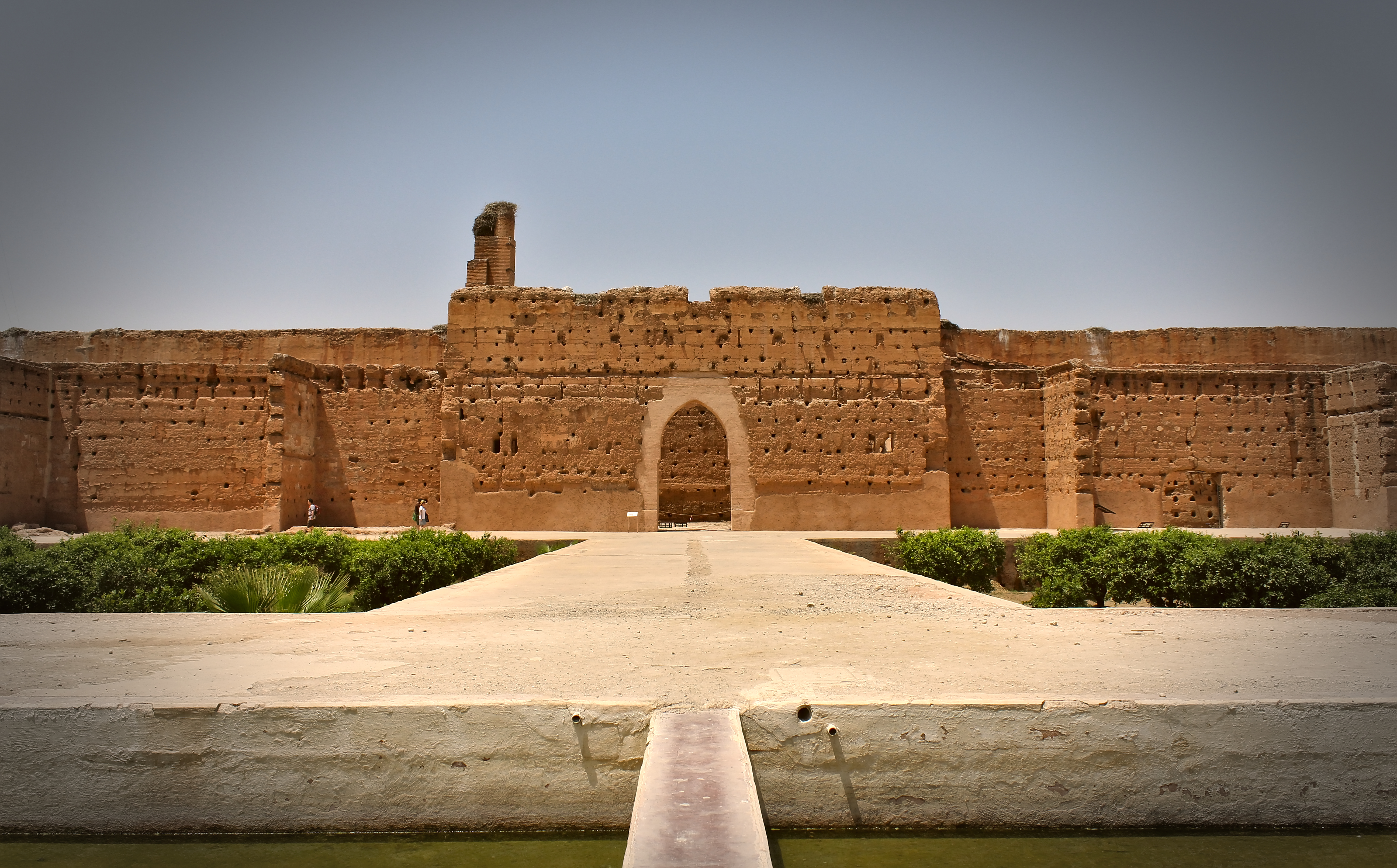
Fachada norte do palácio

O Palácio el Badi (em árabe: قصر البديع‎, "palácio do incomparável", também grafado Palácio el Badiî e Palácio el Badia)  é um palácio em ruínas em Marraquexe, Marrocos. Foi construído pelo sultão saadiano Amade Almançor pouco depois de ter subido ao trono em 1578, para comemorar a sua vitória na Batalha de Alcácer-Quibir. A construção foi em grande parte financiada pelo avultado resgate pago pelos portugueses depois daquela batalha.
Após a queda dos saadianos e da ascensão da dinastia alauita, o palácio entrou rapidamente em decadência. Mulei Ismail despojou o edifício e o seu recheio, tendo usado materiais de construção e decoração na edificação do seu palácio na sua nova capital Mequinez. Atualmente é uma atração turística famosa, apesar de pouco mais restar do um grande amplo pátio cercado por muros altos, com jardins om laranjeiras e algumas ruínas dos edifícios do palácio. Tem também um museu onde está exposto um mimbar do século XII restaurado que outrora esteve na Mesquita Cutubia. Durante alguns anos, o Festival de Folclore de Marraquexe foi realizado no palácio. Desde 2011 que ali se realiza o Festival do Riso, organizado pelo comediante franco-marroquino Jamel Debbouze.

## História
O palácio foi erigido no canto nordeste da casbá, perto dos apartamentos privados de Amade Almançor. As obras decorreram entre 1578 e 1594, embora houvesse trabalhos que só ficassem concluídos em 1603, ano em que o sultão morreu. Símbolo do poder, o conjunto palaciano exprimia o fausto do soberano, tanto aos seus súbditos como aos embaixadores estrangeiros. Era nele que se realizavam as audiências solenes e as festas. Considerado uma joia da arte islâmica, a sua construção foi influenciada pela Alhambra de Granada.
Pouco resta do esplendor original do palácio. Em 1696, o sultão alauita Mulei Ismail ordenou que fosse demolido. A demolição durou cerca de dez anos, o que dá uma ideia da grandiosidade do palácio, que ainda hoje é patente no que dele resta. Uma grande parte dos materiais demolidos foram reutilizados em Mequinez, a cidade que o novo soberano escolheu para a capital do seu império em 1672.
Em 1953 foram realizadas escavações arqueológicas. Além de fragmentos de vários materiais, foi revelada a estrutura geral do palácio. O recinto do conjunto palaciano, onde numerosas cegonhas têm os seus ninhos, está atualmente aberto ao público.

## Arquitetura
O acesso principal do palácio era feito pela porta Bab al-Rokham ("de mármore"). A planta ordenava-se em volta de um vasto pátio retangular com 135 por 110 metros. No centro deste pátio havia um tanque com 90 por 20 m no centro do qual se encontrava uma fonte monumental. Nos lados oriental e ocidental erguiam-se dois pavilhões — o "de cristal" e o "de audiências" — com plantas praticamente idênticas. No lado norte erguia-se o "pavilhão verde" e no lado sul o chamado "do tornassol", ambos com duas galerias cobertas.